# Virginie Loveling

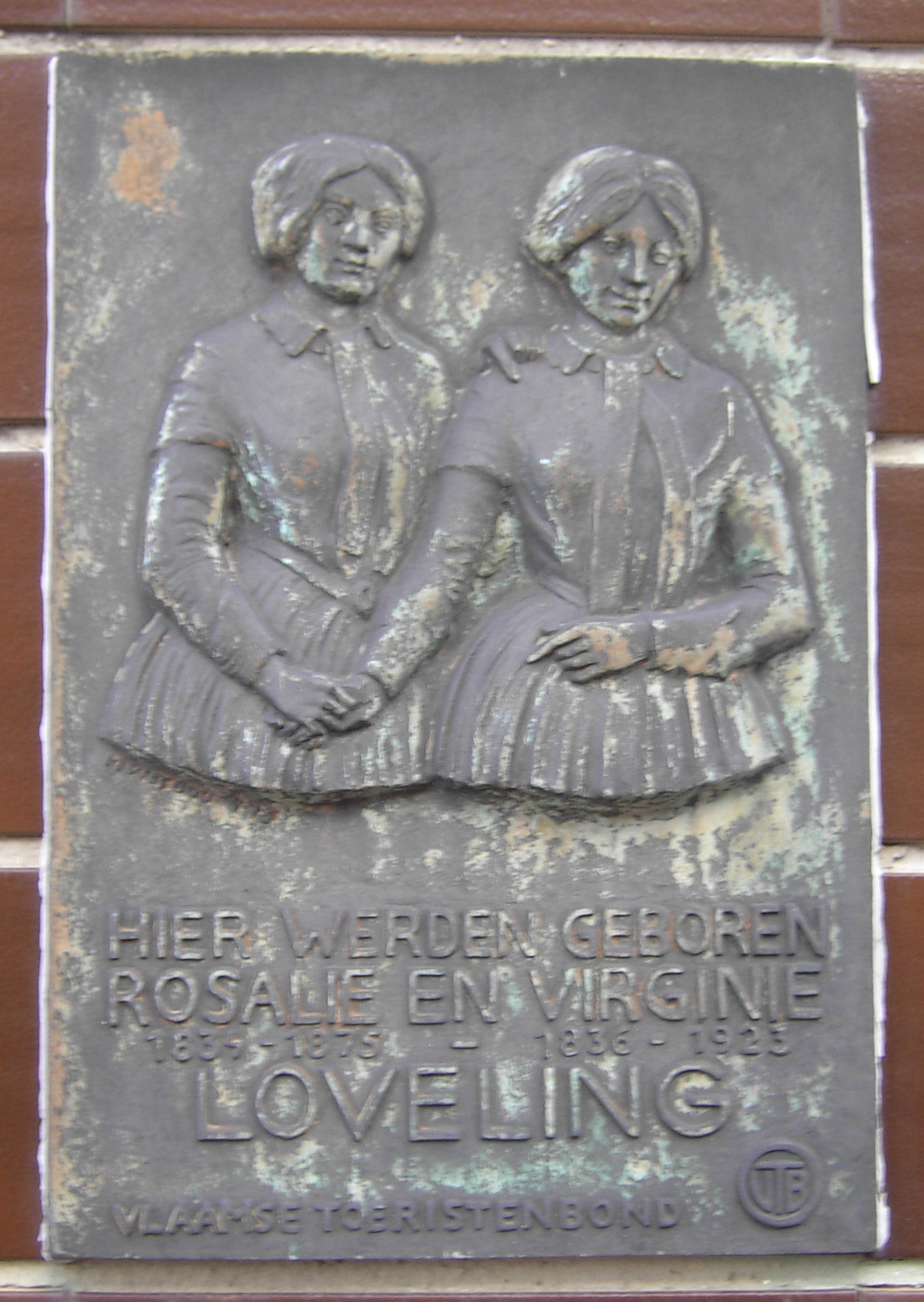
Plakett på systrarna Lovelings födelsehus i Nevele.

Virginie Loveling, född den 17 maj 1836 i Nevele, död där den 1 december 1923, var en flamländsk författare. Hon var moster till Cyriel Buysse.
Virginie Loveling skrev i förening med systern Rosalie Gedichten (1870) och ett par novellsamlingar. Hon utgav ensam ett stort antal noveller, exempelvis Het hoofd van't Huis (1883), Een dure eed (1891; 8:e upplagan 1904) och Mijnheer Connehaye (1895).